# Vittjärnen (Jörns socken, Västerbotten, 723164-169844)
Vittjärnen är en sjö i Skellefteå kommun i Västerbotten och ingår i Kågeälvens huvudavrinningsområde.